# Lilla Våltjärnen
Lilla Våltjärnen är en sjö i Filipstads kommun i Värmland och ingår i Göta älvs huvudavrinningsområde. Sjön har en area på 0,182 kvadratkilometer och ligger 242,2 meter över havet. Sjön avvattnas av vattendraget Våltjärnsbäcken.

## Delavrinningsområde
Lilla Våltjärnen ingår i det delavrinningsområde (664929-140252) som SMHI kallar för Utloppet av Lilla Våltjärnen. Medelhöjden är 259 meter över havet och ytan är 1,82 kvadratkilometer. Det finns ett avrinningsområde uppströms, och räknas det in blir den ackumulerade arean 6,88 kvadratkilometer. Våltjärnsbäcken som avvattnar avrinningsområdet har biflödesordning 5, vilket innebär att vattnet flödar genom totalt 5 vattendrag innan det når havet efter 384 kilometer. Avrinningsområdet består mestadels av skog (85 procent). Avrinningsområdet har 0,19 kvadratkilometer vattenytor vilket ger det en sjöprocent på 10,1 procent.